# Sender Oelde (Mackenberg)
Der Sender Oelde im Stadtgebiet von Oelde im nordrhein-westfälischen Kreis Warendorf ist eine Sendeanlage des Westdeutschen Rundfunks (WDR) auf dem Mackenberg. Er wurde am 1. Januar 2000 mit einem Sendeturm aus Stahlfachwerk in Betrieb genommen und dient der Verbreitung von Digital Audio Broadcasting (DAB) und Mobilfunk.

## Geschichte
Im Zweiten Weltkrieg wurde die Sendeanlage zum Betrieb des Luftwaffensenders Primadonna genutzt.

## Geographische Lage
Der Sender Oelde befindet sich in den Beckumer Bergen etwa 300 m ostnordöstlich vom Gipfel des beim Oelder Ortsteil Sünninghausen gelegenen Mackenbergs. Etwa 35 m südwestlich seines Sendeturms liegt auf 172,9 m Höhe ein trigonometrischer Punkt.

## Allgemeines
Der Sender Oelde wird zur Verbreitung von DAB+ sowie als Mobilfunk-Basisstation verwendet. Über DAB+ wird der landesweite Multiplex auf Kanal 11D. Der Sender startete mit einer Sendeleistung von 0,5 kW ERP. Am 28. Januar 2020 wurde die Leistung auf 1 kW ERP erhöht. Die Antennenhöhe wird mit 58 m angegeben.

## Frequenzen und Programme
| Block                        | Programme (Datendienste) | ERP (kW) | Antennen- diagramm rund (ND), gerichtet (D) | Polarisation horizontal (H)/ vertikal (V) | Gleichwellennetz (SFN) |
| ---------------------------- | --- | -------- | ------------------------------------------- | ----------------------------------------- | --- |
| 11D Radio für NRW (D__00236) | - 1 Live (88 kbps) - 1 Live diggi (88 kbps) - WDR 2 Rhein-Ruhr (RR) (88 kbps) - WDR 2 Ostwestfalen-Lippe (OW) (88 kbps) - WDR 2 Südwestfalen (SW) (88 kbps) - WDR 3 (120 kbps) - WDR 4 Rhein-Ruhr (RR) (88 kbps) - WDR 4 Ostwestfalen-Lippe (OW) (88 kbps) - WDR 4 Südwestfalen (SW) (88 kbps) - WDR 5 (88 kbps) - WDRcosmo (80 kbps) - WDR Maus (80 kbps) - WDR Event (56 kbps) - WDR EPG (8 kbps) - ARD TPEG (16 kbps) | 1        | ND                                          | V                                         | - Region Aachen: Aachen (Stolberg-Donnerberg), Eifel (Dahlem-Bärbelkreuz) - Bergisches Land: Engelskirchen (Hohe Warte), Gummersbach (Kerberg), Remscheid (Hohenhagen), Wuppertal (Auf der Königshöhe) - Rheinland: Bonn (Venusberg), Köln (Kölnturm) - Rhein-Ruhr: Düsseldorf (Rheinturm), Gelsenkirchen-Scholven, Kleve (Bresserberg), Langenberg (Hordtberg), Viersen (Süchtelner Höhen) - Ruhrgebiet: Dortmund (Florianturm) - Münsterland: Ibbenbüren (Blomenkamp), Münster (Nottuln-Baumberge), Oelde (Mackenberg), Schöppingen - Ostwestfalen-Lippe: Bad Oeynhausen (P.Westf.-Wittekindsberg), Bielefeld (Hünenburg), Herford (Eggeberg), Höxter (Holzminden), Stemwede (Arrenkamp), Teutoburger Wald (Bielstein), Warburg, Willebadessen (Eggegebirge) - Südwestfalen: Arnsberg (Schlossberg), Biedenkopf (Sackpfeife), Ederkopf (Oberste Henn), Hallenberg (Bollerberg), Hochsauerland (Hunau), Lennestadt (Kuhhelle), Meschede, Nordhelle, Olsberg, Siegen (Giersberg) |